# Lia Tadesse
Pour les articles homonymes, voir Tadesse.
Lia Tadesse Gebremedhin, également orthographiée Liya Tadesse, (Ge'ez : ሊያ ታደሰ ገብረመድኅን), née en 1976, est une médecin et une femme politique éthiopienne qui dirige le ministère de la Santé de ce pays depuis mars 2020. Avant cette nomination, Lia Tadesse a été docteur en médecine, puis a occupé des postes de direction dans le secteur hospitalier, dans des projets de santé publique et dans l’administration de la santé publique.

## Biographie
Lia Tadesse naît en 1976 et grandit à Addis-Abeba, en Éthiopie. Son père est entomologiste, et docteur en philosophie de l'entomologie, et sa mère enseignante. Elle rejoint l'université de Jimma pour étudier la médecine. Son parcours scolaire est marqués par son intérêt pour le métier de docteur en médecine. Elle avait l'habitude de taquiner son père, docteur en philosophie, en lui disant qu'un jour elle serait, elle, un « vrai médecin ». Elle obtient ce diplôme en médecine, et suit ensuite une formation spécialisée en obstétrique et gynécologie à l'université d'Addis-Abeba, ainsi qu'un Master en administration des soins de santé à l'Université de Jimma, où elle a obtenu son diplôme de médecine
Elle devient obstétricienne et gynécologue senior à l'hôpital de référence de la police fédérale à Addis-Abeba, en Éthiopie. Puis elle est nommée PDG et vice-rectrice de l'hôpital St. Paul's Hospital Millennium Medical College (en) à Addis-Abeba pendant sept années consécutives à partir de 2007. Elle a été également directrice de projet, de 2014 à 2015, de l’Agence des États-Unis pour le développement international  (United States Agency for International Development ou USAID ) pour le programme de survie de la mère et de l'enfant, puis de 2015 à 2018, directrice de programme du Centre de formation en santé reproductive internationale de l'université du Michigan,.
En novembre 2018, Lia Tadesse est nommée ministre d'État au sein du ministère de la Santé de la République fédérale démocratique d'Éthiopie. Le 12 mars 2020, elle est promue ministre de la Santé en mars 2020, prenant alors pleinement la direction de ce ministère et succédant à Amir Aman,,. Le 13 mars 2020, c’est à elle qu’il revient de devoir annoncer le premier cas officiel de malade du Covid-19 dans le pays, et de diriger, au sein du gouvernement, les actions contre cette pandémie. En mai 2021, elle se voit attribuer le prix Next Generation 2021 de l'école de santé publique de l'université Harvard pour la façon dont elle a piloté la réponse de l’Éthiopie, les mesures d’urgence, la coordination des équipes de santé publique et les diverses négociations internationales pour disposer d’aide et de vaccins.